# Никитин, Андрей Леонидович
Андре́й Леони́дович Ники́тин (19 августа 1935, Калинин, РСФСР, СССР ― 15 ноября 2005, Москва, Россия) — российский историк, археолог, прозаик, литературовед, публицист. Действительный член Географического общества СССР. Член Союза писателей СССР.
Вёл археологические исследования в Волго-Окском междуречье, на берегах Белого моря. Участвовал в раскопках Новгорода, Пскова, в Крыму, на юге Украины, в Молдавии, в Закавказье. Автор работ по археологии, истории, палеогеографии, исторической экологии Восточной Европы.

## Биография
Родился в семье театрального художника, сценографа Леонида Александровича Никитина (1896—1942).
С 1940 года жил в Загорске (Сергиев Посад) Московской области, с 1953 года — в Москве. В 1960 году окончил исторический факультет Московского государственного университета им. М. В. Ломоносова по специальности историк и археолог. В 1962—1965 годах — аспирант Института археологии АН СССР. С 1973 года — член Союза писателей СССР; с 1974 года — член Всесоюзного Географического общества АН СССР. С 1975 по 1985 год — учёный секретарь Постоянной Комиссии по проблемам «Слова о полку Игореве» при Союзе писателей СССР. С 1976 по 1984 год — старший редактор отдела прозы издательства «Советский писатель». С 1985 года — на творческой работе.
Похоронен в Москве на Введенском кладбище (17 участок).

### Археологические исследования
В качестве археолога Никитин участвовал в раскопках древнего Новгорода (1954), Арин-Берда (1956, Армения), верхнепалеолитической стоянки Сунгирь под Владимиром (1957, 1958), античных могильников на Тамани (1962), славянских поселений в Молдавии (1963), древнегреческого города Ольвия (Украина) (1968, 1969).
С 1957 года Никитин возглавлял археологические исследования поселений и могильников эпохи неолита и бронзового века в Переславль-Залесском (1957—1964) и Ростовском (1958—1959) районах Ярославской области, а позднее вёл археологические исследования на Терском берегу Белого моря (1969—1971).
С этими направлениями исследований связаны и научно-художественные книги Никитина, выходившие в московских издательствах — «Распахнутая земля, или Путь через лабиринт» (1973), «Дороги веков» (1980), «Над квадратом раскопа» (1982), «Костры на берегах» (1986).

### Публицистика
Начиная с 1963 года Никитин как публицист выступает со статьями на темы науки, искусства, охраны природной среды, национального культурного наследия, экономики российской деревни в газетах «Советская культура», «Московская правда», «Известия», «Литературная газета», «Литературная Россия», журналах «Вокруг света», «Знание — сила», «Новый мир», «Октябрь», «Север», сборниках писательских очерков «Пути в незнаемое», «Писатель и время», а также в основанном им ежегоднике «Дорогами России».
Например, в 1986 году в статье в журнале «Вокруг света» он утверждал, что «Путь из варяг в греки» по Днепру практически не использовался до правления кагана Святослава, а древность этого пути была выдумана редактором «Повести временных лет» для обоснования посещения апостолом Андреем Русской земли в то время, когда он путешествовал из Константинополя в Рим по Дунаю по пути в 5-6 раз короче, чем путь по Днепру. Система волоков, соединявших Новгород на Волхове и верховья Днепра, в отличие от Волжского торгового пути, до второй половины X века не претендовала на общеевропейское значение и связывала только русские земли. До XII века проложенный в духовной литературе, возможно, Наумом Охридским маршрут апостола Андрея из «грек в варяги», где место варягов занимали славянские народы, особенно Великой Моравии, проходил по Дунаю. Видимо, именно для доказательства пребывания апостола Андрея в Киеве «Повесть временных лет» не только перенесла торговые пути конца X века в I век, но и утверждала их существование в последующие века, пересказывала также из того же списка, где была и легенда о путешествии апостола Андрея по Дунаю, якобы происходившие на пути из варяг в греки и другие события и легенды из жизни славянских народов, живших на берегах Дуная, Эльбы и Одера, причём перенесла их на берега Днепра и Волхова вместе с добросовестно переписанными киевским летописцем географическими особенностями устья Дуная, не знакомым с нижним течением Днепра. Никитин считал Рюрика фантомом, тенью в русской истории, а Вещего Олега — первой фигурой, чьё существование подтверждается датированным документом — договором, заключённым 2 сентября 911 (6420) года. Источником легенды об апостоле Андрее в «Повести временных лет» Никитин считал «Сказание об обретении письменности славянами», созданное в окружении Наума Охридского.

### Изучение тайных обществ России
В 1990-е годы Никитин открыл и активно разрабатывал новое направление в изучении истории общественной жизни России 1920—1930-х годов, связанное с существованием тайных мистических обществ и орденов. Первоначальные журнальные публикации нашли своё завершение в отдельных книгах, а также в серийном издании «Мистические общества и ордена в советской России», где опубликованы материалы следственных дел из архива ОГПУ—НКВД—МГБ, письма, воспоминания и фотографии мистиков различных направлений
Никитин досконально изучил историю орденских организаций, прежде всего тамплиеров и розенкрейцеров, действовавших в СССР в 1920—1930-е годы. На базе уникальных материалов (в частности, следственных дел, поскольку многие советские мистики были репрессированы), он реконструировал обрядность, символику и учение этих организаций, сопровождая свои исследования публикацией некоторых тамплиерских легенд.
Андрей Леонидович Никитин скончался 15 ноября 2005 года, когда в издательстве «Вече» готовилась к печати его новая книга, ставшая итогом многолетних исследований, посвящённых малоизвестным аспектам отечественной духовной культуры советской эпохи: «Тайные ордены в Советской России: Тамплиеры и розенкрейцеры» (М., 2006). Её выход был посвящён светлой памяти автора.

### Текстология древнерусского летописания
На рубеже нового тысячелетия научные интересы Никитина концентрируется на изучении текстологии древнерусского летописания, новый подход к которому, по его мнению, открывает широкие перспективы для решения фундаментальных вопросов отечественной историографии в целом и в частности — собственно летописания как специфической формы отражения национального сознания людей русского Средневековья. Фундаментальный четырёхтомник «Текстология русских летописей XI — начала XIV вв.» (М., 2006—2011) увидел свет уже после смерти автора.

## Научное и литературное наследие
Материалы археологических исследований Никитина находятся в фондах Переславль-Залесского, Ростовского, Ярославского, Архангельского и Мурманского краеведческих музеев, в Государственном Историческом музее (Москва), Государственном Эрмитаже (Санкт-Петербург) и в Архиве Института археологии РАН; материалы личного и семейного архива Никитиных — в Российском государственном архиве литературы и искусства (ф. 3127), в Государственном Литературном музее (Москва) и других учреждениях.

### Книги
- Никитин А. Л. Голубые дороги веков: (Археологическая экспедиция стоянки первобытного человека на берегах Плещеева озера). — М.: Мысль, 1968. — 192 с. — 60 000 экз.
- Никитин А. Л. Цветок папоротника. — М.: Мысль, 1972. — 192 с. — 75 000 экз. (обл.)
- Никитин А. Л. Распахнутая земля, или Путь через лабиринт. — М.: Детская литература, 1973. — 256 с. — 75 000 экз. (в пер.)
- Никитин А. Л. Возвращение к Северу. — М.: Мысль, 1979. — 240 с. — 65 000 экз. (в пер.)
- Никитин А. Л. Дороги веков. — М.: Советский писатель, 1980. — 528 с. — 100 000 экз. (в пер.)
- Никитин А. Л. Над квадратом раскопа / Рис. О. Рево. — М.: Детская литература, 1982. — 272, [32] с. — 75 000 экз. (в пер.)
- Никитин А. Л. Точка зрения: документальная повесть. — М.: Советский писатель, 1985. — 416 с. — 30 000 экз. (в пер.)
- Никитин А. Л. День, прожитый дважды: Очерки. — М.: Современник, 1985. — 464 с. — (Новинки «Современника»). — 30 000 экз. (в пер.)
- Никитин А. Л. Костры на берегах: Записки археолога / Предисл. А. Микляева. — М.: Молодая гвардия, 1986. — 496 с. — 100 000 экз. (в пер.)
- Никитин А. Л. Остановка в Чапоме: (Очерки) / Худож. А. Никулин. — М.: Советский писатель, 1990. — 464 с. — 100 000 экз. — ISBN 5-26501-161-7.
- Никитин А. Л. Неизвестный Николай Гумилёв: Исследование и стихи. — М.: Интерграф Сервис, 1996. — 96 с. — (Семейный архив. XX век).
- Никитин А. Л. Московский дебют Сергея Эйзенштейна: Исследования и публикации. — М.: Интерграф Сервис, 1996. — 320 с. — (Семейный архив. XX век).
- Никитин А. Л. Мистики, розенкрейцеры и тамплиеры в Советской России: Исследования и материалы. — М.: Интерграф Сервис, 1997. — 344 с. — 1520 экз. — ISBN 5-85-052-086-4. (в пер.)
- Никитин А. Л. Слово о полку Игореве: Тексты. События. Люди: Исследования и статьи. — М.: Интерграф Сервис, 1998. — 424 с. — 1020 экз. — ISBN 5-85052-087-2.
- Никитин А. Л. Мистики, розенкрейцеры и тамплиеры в Советской России: Исследования и материалы. — М.: Аграф, 2000. — 352 с. — (Новая история). — 2000 экз. — ISBN 5-7784-0134-5. (в пер.)
- Никитин А. Л. Основания русской истории: Мифологемы и факты. — М.: Аграф, 2001. — 768 с. — 2500 экз. — ISBN 5-7784-0041-1. (в пер.)
- Никитин А. Л. Rosa mystica: Поэзия и проза российских тамплиеров / Составитель Андрей Никитин. — М.: Аграф, 2002. — 336 с. — ISBN 5-7784-0202-3. (в пер.)
- Никитин А. Л. Инок Иларион и начало русского летописания: Исследование и тексты. — М.: Аграф, 2003. — 320 с. — 1500 экз. — ISBN 5-7784-0259-7. (в пер.)
- Орден российских тамплиеров. Том I. Документы 1922—1930 гг. / Публикация, вступительные статьи, комментарии, указатель А. Л. Никитина; Худож. оформление К. А. Зубченко. — М.: Минувшее, 2003. — 424, [8] с. — (Мистические общества и ордена в советской России. Вып. 1). — 1500 экз. — ISBN 5-902073-03-0, ISBN 5-902073-11-1. (в пер.)
- Орден российских тамплиеров. Том II. Документы 1930—1944 гг. / Публикация, вступительные статьи, комментарии, указатель А. Л. Никитина; Худож. оформление К. А. Зубченко. — М.: Минувшее, 2003. — 376, [8] с. — (Мистические общества и ордена в советской России. Вып. 1). — 1500 экз. — ISBN 5-902073-10-3, ISBN 5-902073-11-1. (в пер.)
- Орден российских тамплиеров. Том III. Легенды тамплиеров. Литература ордена / Публикация, вступительные статьи, комментарии, указатель А. Л. Никитина; Худож. оформление К. А. Зубченко. — М.: Минувшее, 2003. — 528 с. — (Мистические общества и ордена в советской России. Вып. 1). — 1500 экз. — ISBN 5-902073-12-X, ISBN 5-902073-11-1. (в пер.)
- Никитин А. Л. Розенкрейцеры в советской России: Документы 1922-1937 гг / Публикация, вступительные статьи, комментарии, указатель А. Л. Никитина; Худож. оформление К. А. Зубченко. — М.: Минувшее, 2004. — 464, [4] с. — (Мистические общества и ордена в советской России. Вып. 2). — ISBN 5-902073-27-8, ISBN 5-902073-11-1. (в пер.)
- Никитин А. Л. Эзотерическое масонство в советской России: Документы 1923—1941 гг. / Публикация, вступительные статьи, комментарии, указатель А.Л. Никитина; Худож. оформление К.А. Зубченко. — М.: Минувшее, 2005. — 536, [4] с. — (Мистические общества и ордена в советской России. Вып. 3). — ISBN 5-902073-30-8, ISBN 5-902073-11-1. (в пер.)
- Никитин А.Л. Тайные ордены в Советской России: Тамплиеры и розенкрейцеры. — М.: Вече, 2006. — 384, [16] с. — (Тайные общества, ордена и секты). — 3000 экз. — ISBN 5-9533-1197-4. (в пер.)
- Никитин А.Л. Собрание легенд русских тамплиеров. Золотая лестница миров. — М., 2010.

Текстология русских летописей
- Никитин А. Л. Текстология русских летописей XI — начала XIV вв. Выпуск 1. Киево-Печерское летописание до 1112 года. — М.: Минувшее, 2006. — 400 с. — 1000 экз. — ISBN 5-902073-46-4. (в пер.)
- Никитин А. Л. Текстология русских летописей XI — начала XIV вв. Выпуск 2. Южно-русское и владимиро-суздальское летописание XII в. — М.: Минувшее, 2007. — 488 с. — 1000 экз. — ISBN 978-5-902073-50-5. (в пер.)
- Никитин А. Л. Текстология русских летописей XI — начала XIV вв. Выпуск 3. Летописание Владимиро-Суздальской Руси XIII в. — М.: Минувшее, 2011. — 360 с. — 1000 экз. — ISBN 978-5-902073-80-2. (в пер.)
- Никитин А. Л. Текстология русских летописей XI — начала XIV вв. Выпуск 4. Новгородское летописание XII - первой половины XIV в. — М.: Минувшее, 2011. — 312 с. — 1000 экз. — ISBN 978-5-902073-84-0. (в пер.)

### Статьи
- Никитин А. Л. Сокровище Торстейна Рыжего // Мир приключений, 1976. — М.: Детская литература, 1976. — С. 285-329. — 624 с. — 100 000 экз. (в пер.)
- Никитин А.Л. «Комони ржуть за Сулою — звенить слава в Кыеве…» // Пути в незнаемое. Писатели рассказывают о науке. Сборник 15 / Сост. Г. Б. Башкирова. — М.: Советский писатель, 1980. — С. 257-308. — 444 с. — (Пути в незнаемое). — 30 000 экз. (в пер.)
- Тропою саамов // Дружба народов. 1980. — № 10. С. — 194—209.
- Полуночный берег // Дорогами России. — М., 1981. — Сб. 1. — С. 299—357.
- Заключительный этап развития анархистской мысли в России // Вопросы философии. 1991. — № 8. — C. 89-101.
- Рыцари Ордена Света // Родина. 1991. — № 11/12. — C. 118—122.
- К событиям 20-х гг. вокруг Кропоткинского музея // Труды Комиссии по научному наследию П. А. Кропоткина. М., 1992. — Вып. 2. — C. 82-123.
- Никитин А. Л. Подвиг Александра Пересвета // Герменевтика древнерусской литературы, 1992 — № 3. С. 256—272.
- «Хождение» апостола Андрея и путь «из варяг в Греки» // Герменевтика древнерусской литературы. М., 1993. Сб. 6, ч. 2. С. 358—384
- Тамплиеры в Москве // Наука и религия. 1992. — № 4-12; 1993. — № 1—4, 6—7.
- Легенды московских тамплиеров // Литературное обозрение. 1994. — № 3/4. — C. 103—112; № 5/6. — C. 55-59.
- Неизвестный Николай Гумилёв: К изучению поэтического наследия // Вопросы литературы. — 1994. — № 1.
- Мистические ордена в культурной жизни советской России // Russian Studies. — СПб., 1995. — Т. I, кн. 4. — С. 189—276.
- Анархо-мистики Кропоткинского музея и масонство // Труды Международной научной конференции, посвящённой 150-летию со дня рождения П. А. Кропоткина. — М., 1995. — Вып. 1: Идеи П. А. Кропоткина в философии. — С. 136—144.
- Мистические общества и ордена в России (20-30-е гг.) // Россия и гнозис. Материалы конференции. ВГБИЛ. — М., 1996. — С. 60—68.
- Каменные алтари древности — радары иных миров? // Дельфис. — 1996. — № 1 (6). — С. 89-92.
- Московский Сен-Жермен // Клуб Третий Глаз. — М., 1997. — № 2. — С. 6.